# René de Sesmaisons
Pour les autres membres de la famille, voir Famille de Sesmaisons.
René de Sesmaisons est un prélat français né à Nantes et mort le 24 mars 1742 à Paris.

## Biographie
René de Sesmaisons naît de René de Sesmaisons, seigneur de La Sauzinière (1644-1686), officier au régiment des Gardes françaises. Il suit la vocation sacerdotale et est ordonné prêtre. Abbé de l'église collégiale Notre-Dame de la Grande, il est vicaire général de l'évêque de Poitiers.
En 1723, il est nommé conseiller aumônier du roi, à la suite de la nomination de l'abbé de Froulay à l'évêché du Mans. Il en donne sa démission en 1731. Il est député pour le second ordre par procuration de la province de Narbonne passée le 11 avril 1725.
Il est prieur de Saint-Étienne de Pardailhan et abbé commendataire de Saint-Clément de Metz en 1727. Il est nommé député pour le second ordre pour la province de Toulouse en 1730. Nommé évêque de Soissons le 3 janvier 1731, il renonce en mai de la même année et accepte l'abbaye Notre-Dame de Ham le mois suivant.